# Eleccions legislatives daneses de 1910
Les eleccions legislatives daneses de 1910 se celebraren el 20 de maig de 1910. El més votat fou el Venstre, qui formà govern dirigit per Klaus Berntsen.
| Partit               | Líder        | Vots    | %     | Escons | +/-   |       |
| -------------------- | ------------ | ------- | ----- | ------ | ----- | ----- |
| Venstre              |              | 118.902 |       | 57     | +19   |       |
| Socialdemokratiet    |              | 98.718  |       | 24     | +0    |       |
| Det Radikale Venstre |              | 64.884  |       | 20     | +0    |       |
| Højre                |              | 64.904  |       | 13     | -8    |       |
| Total                | Total        |         |       | 114    |       |       |
| Participació         | Participació | 74,8    | 74,8  | 74,8   | 74,8  | 74,8  |
| Font                 | Font         | [ 1 ]   | [ 1 ] | [ 1 ]  | [ 1 ] | [ 1 ] |